# Anisogomphus pinratani
Anisogomphus pinratani là loài chuồn chuồn trong họ Gomphidae. Loài này được Hämäläinen mô tả khoa học đầu tiên năm 1991.